# 341 California
341 California este un asteroid din centura principală, descoperit pe 25 septembrie 1892, de Max Wolf.